# Al-Bab (okrug)
Okrug al-Bab (ar. منطقة الباب) je okrug u sirijskoj pokrajini Alep. Po popisu iz 2004. (prije rata), okrug je imao 201.587 stanovnika. Administrativno sjedište je u gradu al-Bab.

## Nahije
Okrug je podijeljen u nahije (broj stanovnika se odnosi na popis iz 2004.):
| Poštanski kod | Ime    | Područje [km²] | Broj stanovnika | Sjedište |
| ------------- | ------ | -------------- | --------------- | -------- |
| SY020200      | al-Bab | 489,28         | 112.219         | al-Bab   |
| SY020201      | Tadef  | 321,24         | 41.951          | Tadef    |
| SY020202      | al-Rai | 352,30         | 15.378          | al-Rai   |
| SY020203      | Arima  | 317,38         | 32.041          | Arima    |